# 12 Stones
12 Stones es una banda Post-Grunge fundada en el año 2000, conformada actualmente por Paul McCoy, Eric Weaver, David Troia y Sean Dunaway.

## Biografía
Provienen de la rural Mandeville en Luisiana, el hecho de su ubicación geográfica fue importante y decisivo. De acuerdo a lo que ellos declaran, su idea es hacer rock del moderno mezclado con elementos indígenas que les eran familiares.
12 Stones estaba decidido a mostrar material original desde el principio. Por lo que pasaron un par de años para que el grupo entrara al circuito más profesional tocando con poco público y grabando un demo que sonara convincente para un ejecutivo discográfico. Llegaron a Nueva York para presentarse en esas audiciones o convenciones lugares en los cuales rondan los caza-talentos. Finalmente el grupo firmó contrato con Wind-Up Records y entonces decidieron grabar su debut en Los Ángeles, eligiendo al productor Jay Baumgardner, quien ya había trabajado con grupos como Papa Roach, Drowning Pool y Alien Ant Farm. Su canción "We Are One" ha sido usada en WWE por el equipo The Nexus.
El 2 de marzo de 2016  12 Stones anunciaron que han firmado un contrato de grabación con Cleopatra Records  y han comenzado a trabajar en un nuevo álbum.
El 17 de mayo el año 2016 El grupo anunció que van a participar en el Make America Rock Again super tour.

## Miembros

### Actuales
- Paul McCoy – voz (2000–presente) segunda guitarra (2012–2016)
- Eric Weaver – primera guitarra y coros (2000–presente), bajo (2004–2007, 2014–presente)
- Sean Dunaway – batería (2014–presente)
- Jon Rodríguez – segunda guitarra para la gira (2016–presente)
- David Troia – bajo para la gira (2014–2016, 2017–presente)

### Anteriores
- Kevin Dorr – bajo (2000–2004, 2009–2011)
- Pat Quave – batería (2000)
- Aaron Gainer – batería y coros (2000–2010, 2012–2014)
- Greg Trammell – segunda guitarra (2004–2007)
- Justin Rimer – segunda guitarra (2007–2012)
- DJ Stange – bajo (2007)
- Shawn Wade – bajo (2007–2009)
- Mike McManus – batería y coros (2010–2011)
- Brad Reynolds – bajo (2011–2012)
- Will Reed – bajo y coros (2012–2014)
- Jody Linnell – bajo para la gira (2016–2017)
- Wally Worsley – segunda/tercera guitarra para la gira (2012–2014)
- Aaron Hill – bajo para la gira (2005–2007)
- Clint Amereno – bajo para la gira (2004)

## Discografía

### Álbumes de estudio
- 12 Stones (2002)
- Potter's Field (2004)
- Anthem for the Underdog (2007)
- Beneath The Scars (2012)
- Picture Perfect (2017)

### EP
- The Only Easy Day Was Yesterday (2010)
- Smoke And Mirrors (2020)

### Sencillos
| Año  | Canción                   | U.S. Mainstream Rock | Álbum                           |
| ---- | ------------------------- | -------------------- | ------------------------------- |
| 2002 | "Broken"                  | -                    | 12 Stones                       |
| 2002 | "The Way I Feel"          | -                    | 12 Stones                       |
| 2002 | "Crash"                   | -                    | 12 Stones                       |
| 2004 | "Far Away"                | #38                  | Potter's Field                  |
| 2004 | "Photograph"              | -                    | Potter's Field                  |
| 2007 | "Lie to Me"               | #24                  | Anthem for the Underdog         |
| 2008 | "Anthem For The Underdog" | #26                  | Anthem for the Underdog         |
| 2008 | "Adrenaline"              | #23                  | Anthem for the Underdog         |
| 2009 | "Broken Road"             | -                    | Anthem for the Underdog         |
| 2010 | "We Are One"              | #30                  | The Only Easy Day Was Yesterday |
| 2011 | "Bulletproof"             | -                    | Beneath The Scars               |
| 2012 | "Infected"                | -                    | Beneath The Scars               |

### Canciones Inéditas
- "Unsaid"
- "Let Go" (BSO DareDevil)
- "Fallen"
- "Drowming In Me"
- "Little Eyes"
- "If I Could"
- "Rest Above" NEW

-